# Badami Bagh
Badami Bagh è una suddivisione dell'India, classificata come cantonment board, di 13.477 abitanti, situata nel distretto di Srinagar, nel territorio del Jammu e Kashmir. In base al numero di abitanti la città rientra nella classe IV (da 10.000 a 19.999 persone).

## Geografia fisica
La città è situata a 34° 4' 25 N e 74° 51' 15 E e ha un'altitudine di 1.726 m s.l.m..

## Società

### Evoluzione demografica
Al censimento del 2001 la popolazione di Badami Bagh assommava a 13.477 persone, delle quali 7.094 maschi e 6.383 femmine. I bambini di età inferiore o uguale ai sei anni assommavano a 826, dei quali 494 maschi e 332 femmine. Infine, coloro che erano in grado di saper almeno leggere e scrivere erano 9.563, dei quali 5.581 maschi e 3.982 femmine.